# 톰 히들스턴
토머스 윌리엄 "톰" 히들스턴(영어: Thomas William "Tom" Hiddleston, 1981년 2월 9일 ~ )은 잉글랜드의 배우이다. 키가 190cm정도 되는 장신이기도 하다. 그의 역할은 마블 시네마틱 유니버스의 《토르: 천둥의 신》 (2011), 《어벤져스》 (2012)와 《토르: 다크 월드》 (2013)에서 로키 역할로 유명하다. 그는 스티븐 스필버그의 영화 《워 호스》 (2011), 《더 딥 블루 씨》 (2011), 우디 앨런의 로맨틱 코미디 영화 《미드나잇 인 파리》 (2011)와 2012 BBC 시리즈 《헨리 4세》, 《헨리 5세》와 로맨틱 뱀파이어 영화 《오직 사랑하는 이들만이 살아남는다》 (2013)로 주목 받기 시작했다. 연극에서는 《심벨린》 (2007)과 《이바노브》 (2008)과 2013년 12부터 2014년 2월까지 돈마 웨어하우스 극정에서 공연 된 《코리올라누스》에 출연했다.
그는 《심벨린》으로 로런스 올리비에상 최우수 신인상을 수상했고, 같은 해 《오셀로》에서 마이클 카시오 역할로 동시에 후보 지명되었다. 2011년 엠파이어상에서 신인상을 수상했고, 《토르: 천둥의 신》으로 영국 아카데미상(BAFTA) 라이징 스타상에 후보 지명되었다. 그는 《어벤져스》로 MTV 무비 어워드 최고의 싸움상과 최고의 악당상을 수상했다. 2013년 《코리올라누스》로 이브닝 스탠다드 씨어터 어워드에서 최우수 남우주연상을 수상했다.

## 젊은 시절
히들스턴은 런던, 웨스트민스터에서 태어났다. 그의 부모는 예술 경영인의 어머니 다이애나 패트리샤 히들스턴 (옛 성씨는 세르베스)과 물리학자의 아버지 제임스 노먼 히들스턴이다. 그의 아버지는 스코틀랜드, 그리녹 출신이며, 어머니는 잉글랜드, 서퍽 출신이다. 그의 여동생 엠마는 여배우, 누나 사라는 인도에서 저널리스트로 활동하고 있다. 그의 어머니는 해군장교 레지날도 세르베스(CBE)의 손녀이자 식품 경영인 경(Sir) 에드먼드 베스티의 증손녀이다. 그는 어린 시절 윔블던에서 살다가, 이후 옥스퍼드로 이동했다. 그는 옥스퍼드에 위치한 드래곤 스쿨을 거쳐 만 13세가 되던 해, 이튼 칼리지에 진학했다. 이 시기에 그의 부모는 이혼을 했다.
히들스턴은 이튼 졸업 후 케임브리지 대학교 팸브로크 칼리지에서 서양고전학을 전공했다. 그는 캠브리지에 재학 당시, 연극 욕망이라는 이름의 전차에 출연했는데 그걸 본 탤런트 에이전트 로레인 해밀턴에 의해 발탁되었다. 그는 왕립연극학교(RADA)에서 연기 수업을 받았고 2005년 졸업했다.

## 사생활

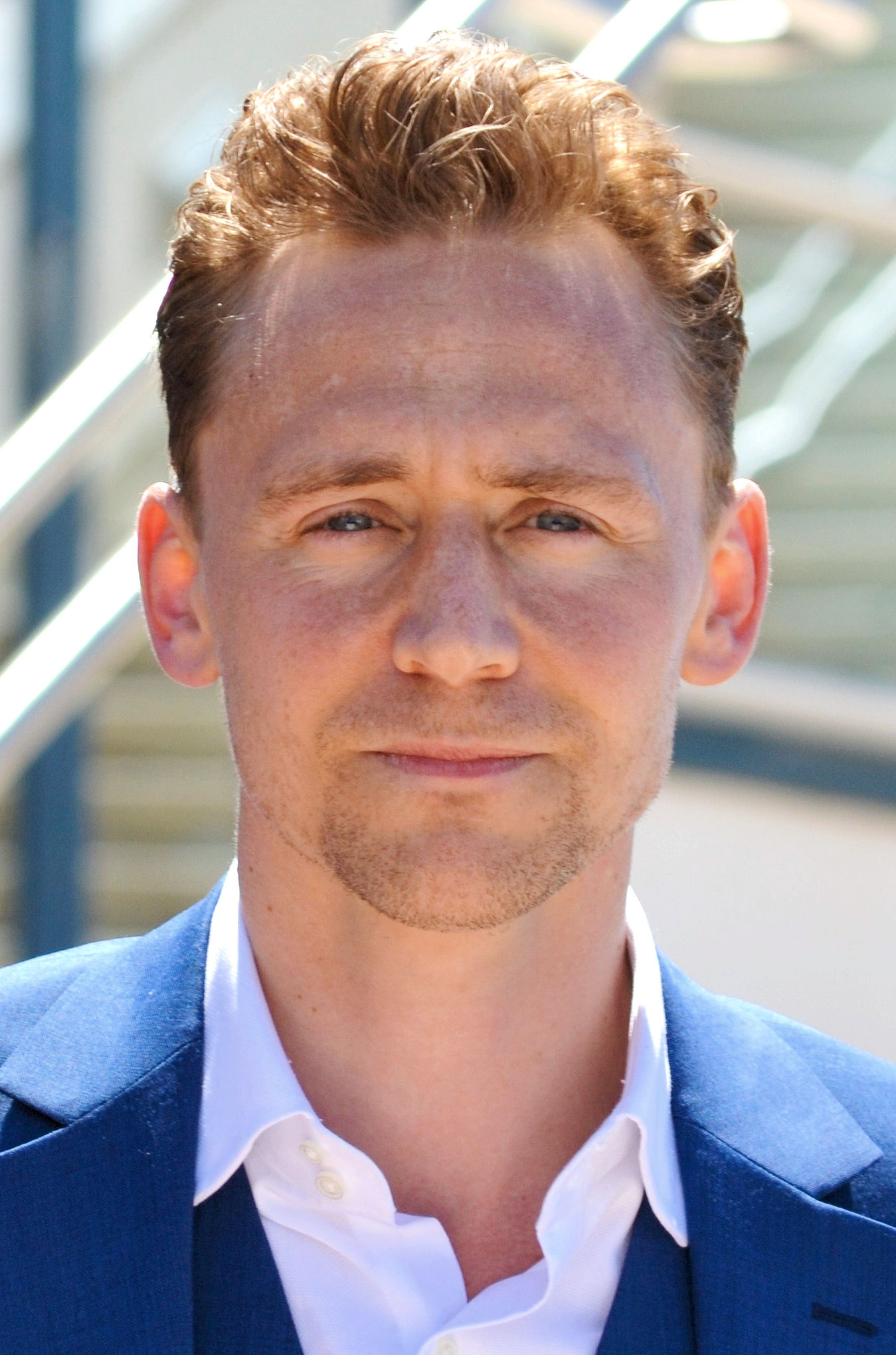
2013년 칸 국제 영화제에서 히들스턴.

베네딕트 컴버배치, 조 브랜드, E. L. 제임스와 레이첼 라일리를 포함한 어린이를 위한 영국의 자선 단체 토마스 코람 파운데이션 포 칠드런을 지원하고 있는 유명인사 중 한명이다. 이 캠페인은 공예 회사 Stampin' Up! UK에 의해 런칭 되었고, 이들이 서명한 카드는 2014년 5월 동안 이베이에서 경매되었다.
인도주의와 개발 지원 펀드 그룹 유니세프의 후원자이다. 그는 2013년 여성과 아동을 돕고 굶주림과 영양 실조에 대한 인식을 몸소 느끼고자 기니를 방문했다.
자칭 남녀평등주의자이다.

## 출연 작품

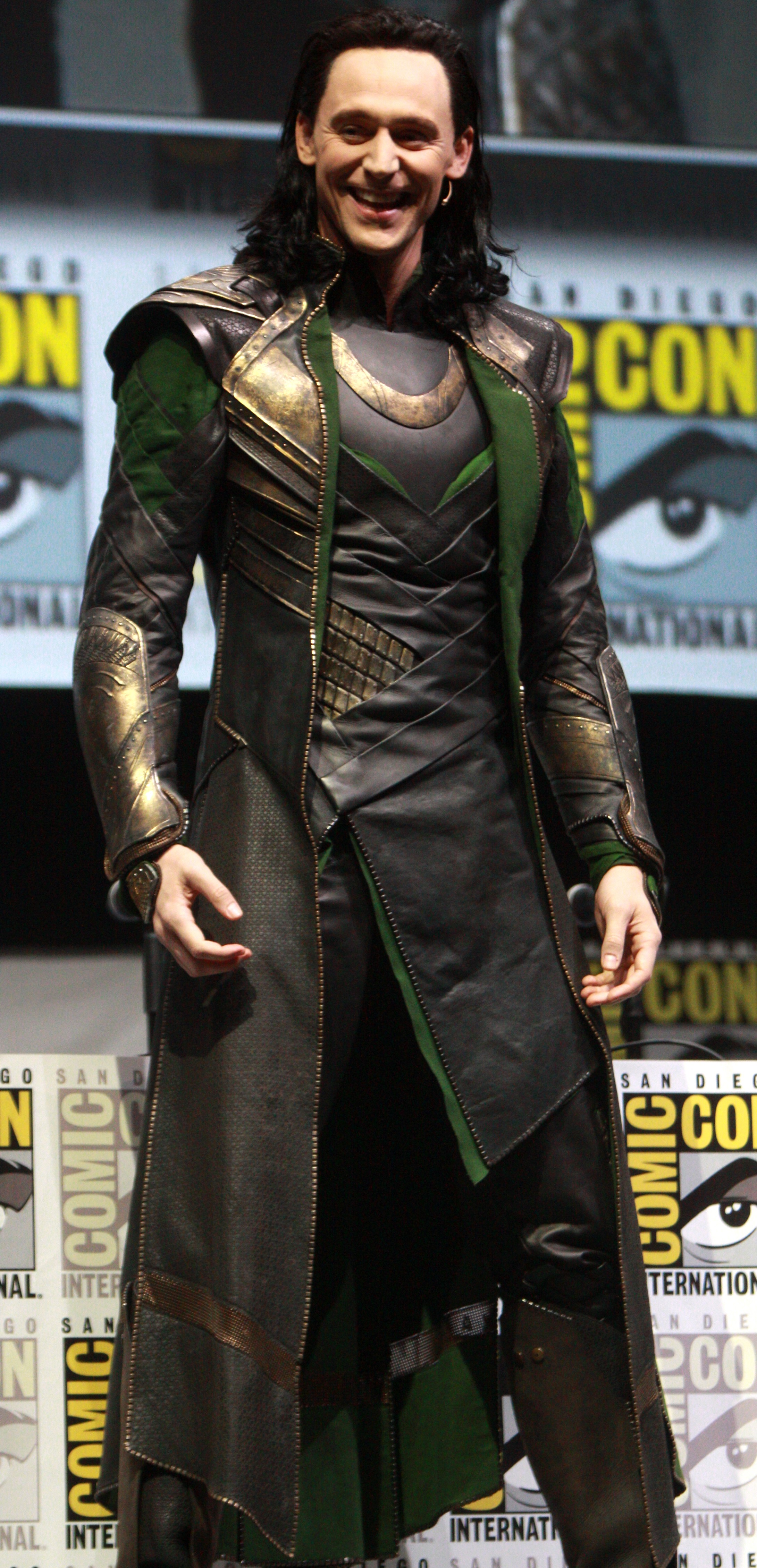
2013년 7월 《토르: 다크 월드》 홍보 차 샌디에이고 코믹콘 인터내셔널에서 로키 분장으로 등장한 히들스턴.

### 영화
| 연도 | 제목                                                     | 역할                     | 참고                   |
| ---- | -------------------------------------------------------- | ------------------------ | ---------------------- |
| 2006 | 언릴레이티드 Unrelated                                   | 오클리                   |                        |
| 2010 | 섬들 Archipelago                                         | 에드워드                 |                        |
| 2011 | 토르: 천둥의 신 Thor                                     | 로키                     |                        |
| 2011 | 미드나잇 인 파리 Midnight in Paris                       | F. 스콧 피츠제럴드       |                        |
| 2011 | 워 호스 War Horse                                        | 니컬스 대위              |                        |
| 2011 | 친구 요청 중 Friend Request Pending                      | 톰                       | 단편 영화              |
| 2012 | 더 딥 블루 씨 The Deep Blue Sea                          | 프레디 페이지            |                        |
| 2012 | 아웃 오브 타임 Out of Time                               | 남자                     | 단편 영화              |
| 2012 | 어벤져스 The Avengers                                    | 로키                     |                        |
| 2012 | 아웃 오브 다크니스 Out of Darkness                       | 남자                     | 단편 영화              |
| 2013 | 오직 사랑하는 이들만이 살아남는다 Only Lovers Left Alive | 아담                     |                        |
| 2013 | 엑시비션 Exhibition                                      | 제이미 맥밀런            |                        |
| 2013 | 토르: 다크 월드 Thor: The Dark World                     | 로키                     |                        |
| 2014 | 머펫 모스트 원티드 Muppets Most Wanted                   | 그레이트 에스카포 (더빙) | 카메오 애니메이션 영화 |
| 2014 | 팅커벨 5: 해적요정 The Pirate Fairy                      | 제임스 후크 선장 (더빙)  | 애니메이션 영화        |
| 2015 | 유니티 Unity                                             | 내레이션                 | 다큐멘터리             |
| 2015 | 크림슨 피크 Crimson Peak                                 | 토머스 샤프              |                        |
| 2015 | 하이 라이즈 High-Rise                                    | 로버트 랭 박사           |                        |
| 2016 | 빛을 보았다 I Saw the Light                              | 행크 윌리엄스            |                        |
| 2017 | 콩: 스컬 아일랜드 Kong: Skull Island                     | 제임스 콘래드 대위       |                        |
| 2017 | 토르: 라그나로크 Thor: Ragnarok                          | 로키                     |                        |
| 2018 | 얼리 맨 Early Man                                        | 로드 루치 (더빙)         | 애니메이션 영화        |
| 2018 | 어벤져스: 인피니티 워 Avengers: Infinity War             | 로키                     |                        |
| 2019 | 어벤져스: 엔드게임 Avengers: Endgame                     | 로키                     |                        |
| 2026 | 어벤져스: 둠스데이 Avengers: Doomsday                    | 로키                     |                        |

### 텔레비전
| 연도 | 제목                                                                       | 역할                     | 참고                                       |
| ---- | -------------------------------------------------------------------------- | ------------------------ | ------------------------------------------ |
| 2001 | 니컬러스 니클비의 인생과 모험 The Life and Adventures of Nicholas Nickleby | 로드                     | 단역 텔레비전 영화                         |
| 2001 | 컨스피러시 Conspiracy                                                      | 전화 교환원              | 단역 텔레비전 영화                         |
| 2001 | 아르마딜로 Armadillo                                                       | 토비 셰리프무어          | 단역 텔레비전 영화                         |
| 2002 | 윈스턴 처칠의 폭풍전야 ~The Gathering Storm                                | 랜돌프 처칠              | 단역 텔레비전 영화                         |
| 2005 | 어 웨이스트 오브 쉐임 A Waste of Shame                                     | 존 홀                    | 텔레비전 영화                              |
| 2006 | 빅토리아 크로스 히어로즈 Victoria Cross Heroes                             | 잭 랜들 대위             | 에피소드: "The Modern Age"                 |
| 2006 | 서버반 슛아웃 Suburban Shootout                                            | 빌 하젤딘                | 10 에피소드                                |
| 2006 | 갈라파고스 Galápagos                                                       | 찰스 다윈 (목소리 출연)  | 에피소드: "Islands that Changed the World" |
| 2007 | 캐쥬얼티 Casualty                                                          | 크리스 본                | 에피소드: "The Killing Floor"              |
| 2008 | 월랜더 Wallander                                                           | 매그너스 매틴슨          | 6 에피소드                                 |
| 2008 | 제인 오스틴의 후회 Miss Austen Regrets                                     | Mr. 존 플럼터            | 텔레비전 영화                              |
| 2009 | 리턴 투 크랜포드 Return to Cranford                                        | 윌리엄 벅스턴            | 2 에피소드                                 |
| 2009 | 다윈의 비밀 책 Darwin's Secret Notebooks                                   | 찰스 다윈 (목소리 출연)  | 다큐멘터리                                 |
| 2012 | 로봇 치킨 Robot Chicken                                                    | 로렉스 (목소리 출연)     | 에피소드: "Butchered in Burbank"           |
| 2012 | 헨리 4세 - 제1부, 제2부 Henry IV Part I and Part II                        | 프린스 할                | 텔레비전 영화                              |
| 2012 | 헨리 5세 Henry V                                                           | 헨리 5세                 | 텔레비전 영화                              |
| 2013 | 패밀리 가이 Family Guy                                                     | 조각상 그리핀 (목소리)   | 에피소드: "No Country Club for Old Men"    |
| 2016 | 더 나이트 매니저 The Night Manager                                         | 조나단 핀                | TV 미니시리즈                              |
| 2016 | 트롤헌터 Trollhunters                                                      | 용감한 칸지가르 (목소리) | 에피소드: "Becoming: Part 1"               |
| 2021 | 로키 Loki                                                                  | 로키                     | 주인공                                     |
| 2021 | 왓 이프...? What If...?                                                    | 로키 (목소리)            |                                            |

### 연극
| 연도 | 제목                                         | 역할                        | 장소                                 | 참고   |
| ---- | -------------------------------------------- | --------------------------- | ------------------------------------ | ------ |
| 2005 | Yorgjin Oxo: The Man                         | Yorgjin Oxo                 | 씨어터 503                           | [ 24 ] |
| 2006 | The Changeling                               | Alsemero                    | 칙 바이 자울/바비칸 센터/유럽 투어   | [ 25 ] |
| 2007 | 심벨린 Cymbeline                             | Posthumus Leonatus & Cloten | 칙 바이 자울/바비칸/월드 투어        |        |
| 2008 | 오셀로 Othello                               | 마이클 카시오               | 돈마 웨어하우스극장                  |        |
| 2008 | 이바노브 Ivanov                              | 리보프                      | 돈마 웨어하우스극장                  |        |
| 2010 | 더 칠드런 모놀로그 The Children's Monologues | 프루던스                    | 올드 빅 극장                         |        |
| 2012 | 지구의 왕국 The Kingdom of Earth             | 로트                        | 크리테리온 극장                      | [ 26 ] |
| 2013 | 코리올라누스 Coriolanus                      | 코리올라누스                | 돈마 웨어하우스극장/코벤트 가든 극장 |        |

### 비디오 게임
| 연도 | 제목                                   | 역할 |
| ---- | -------------------------------------- | ---- |
| 2011 | 토르: 천둥의 신 '"Thor: God of Thunder | 로키 |

### 라디오
| 연도 | 제목                                    | 역할             | 참고            |
| ---- | --------------------------------------- | ---------------- | --------------- |
| 2002 | The Trial of the Angry Brigade          | 존 베이커        | BBC 라디오 4    |
| 2006 | 드라큘라 Dracula                        | 조너선 하커      | BBC 월드 서비스 |
| 2006 | Another Country                         | 토미 주드        | BBC 라디오 4    |
| 2007 | Caesar III: An Empire Without End       | 로물루스         | BBC 라디오 4    |
| 2008 | 오셀로 Othello                          | 마이클 커시오    | BBC 라디오 3    |
| 2008 | The Leopard                             | 탄크레디         | BBC 라디오 3    |
| 2008 | 시라노 드 베르주라크 Cyrano de Bergerac | 크리스찬         | BBC 라디오 3    |
| 2009 | 카니발 Carnival                         | Lords of Misrule | BBC 라디오 3    |

## 수상 및 후보

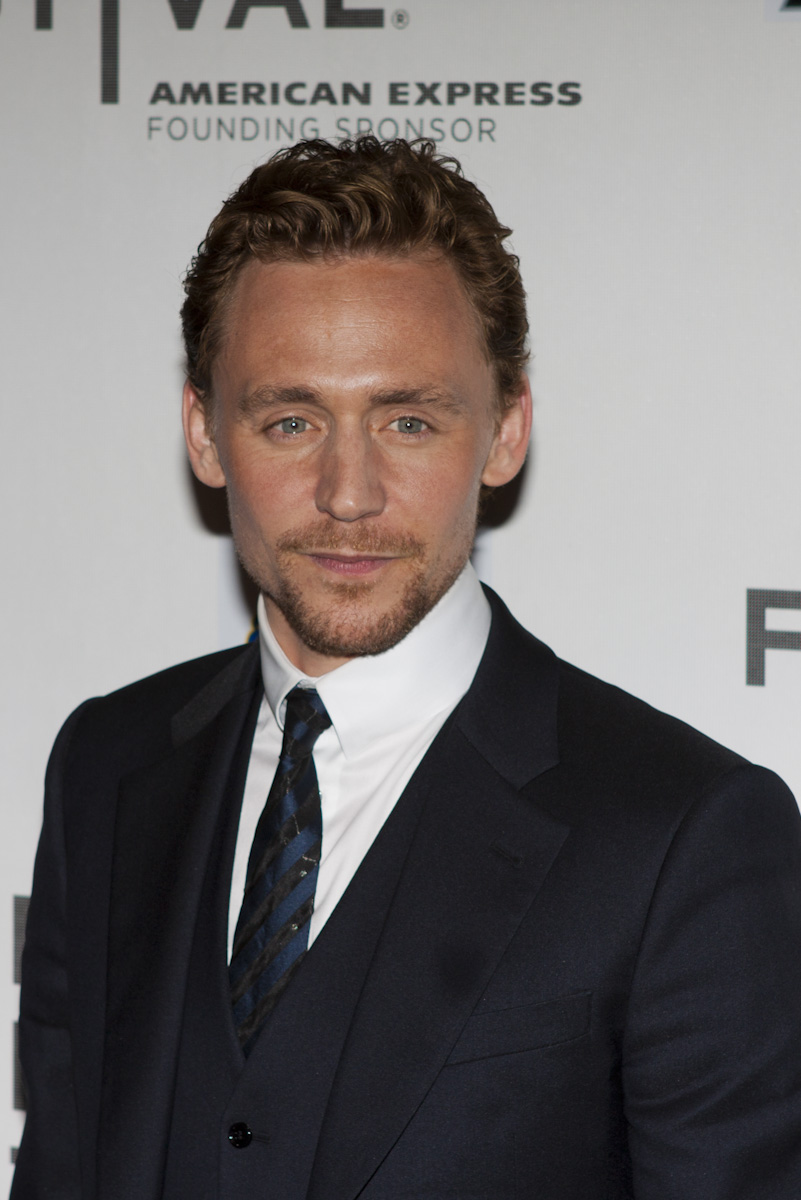
2012년 4월 트라이베카 영화제에서 열린 어벤져스 뉴욕 시사회에서 히들스턴.

| 연도 | 상                                   | 부문                                                 | 작품                     | 결과 | 출처   |
| ---- | ------------------------------------ | ---------------------------------------------------- | ------------------------ | ---- | ------ |
| 2006 | 이안 찰슨상                          |                                                      | The Changeling           | 후보 |        |
| 2007 | 이안 찰슨상                          | Third Prize                                          | 오셀로                   | 수상 |        |
| 2008 | 로런스 올리비에상                    | 최우수 신인상                                        | 오셀로                   | 후보 | [ 31 ] |
| 2008 | 로런스 올리비에상                    | 최우수 신인상                                        | 심벨린                   | 수상 | [ 31 ] |
| 2009 | 씨어터고어스 초이스 어워드           | 연극부문 남우조연상                                  | 오셀로 / 이바노브        | 수상 | [ 32 ] |
| 2010 | 크라임 스릴러 어워드                 | 최우수 남우조연상                                    | 윌랜더                   | 후보 |        |
| 2011 | 피닉스 영화 비평가 협회              | 최우수 캐스트상                                      | 미드나잇 인 파리         | 후보 |        |
| 2011 | 스크림 어워드                        | 신인연기상 - 남자부문                                | 토르: 천둥의 신          | 후보 | [ 33 ] |
| 2012 | 엠파이어상                           | 최우수 남자신인상                                    | 토르: 천둥의 신          | 수상 |        |
| 2012 | 이브닝 스탠더드 브리티쉬 필름 어워드 | 최우수 남우주연상                                    | 섬들                     | 후보 |        |
| 2012 | 영국 아카데미상(BAFTA)               | 라이징 스타상                                        | 토르: 천둥의 신          | 후보 |        |
| 2012 | 새턴상                               | 최우수 남우조연상                                    | 토르: 천둥의 신          | 후보 |        |
| 2012 | 틴 초이스 어워드                     | 초이스 무비 악당상                                   | 어벤져스                 | 후보 |        |
| 2012 | 글래머 어워드                        | 올해의 남자상                                        | 빈칸                     | 수상 |        |
| 2013 | 니켈로디언 키즈 초이스 어워드        | 좋아하는 악당상                                      | 어벤져스                 | 후보 |        |
| 2013 | MTV 무비 어워드                      | 최고의 싸움상 (출연진과 함께)                        | 어벤져스                 | 수상 |        |
| 2013 | MTV 무비 어워드                      | 최고의 악당상                                        | 어벤져스                 | 수상 |        |
| 2014 | 엠파이어상                           | 최우수 남우조연상                                    | 토르: 다크 월드          | 후보 |        |
| 2014 | 로런스 올리비에상                    | 최우수 남우주연상                                    | 코리올라누스             | 후보 | [ 34 ] |
| 2014 | 새턴상                               | 최우수 남우조연상                                    | 토르: 다크 월드          | 후보 | [ 35 ] |
| 2014 | 이브닝 스탠더드 씨어터 어워드        | 최우수 남우주연상                                    | 코리올라누스             | 수상 | [ 36 ] |
| 2015 | 왓츠온스테이지닷컴 어워드            | 연극부문 남우주연상                                  | 코리올라누스             | 후보 | [ 37 ] |
| 2015 | 클로트루디스 어워드                  | 최우수 남우조연상                                    | 언릴레이티드             | 후보 | [ 38 ] |
| 2015 | 영국 독립 영화상(BIFA)               | 최우수 남우주연상                                    | 하이-라이즈              | 후보 | [ 39 ] |
| 2015 | 이브닝 스탠더드 브리티쉬 필름 어워드 | 최우수 남우주연상                                    | 하이-라이즈, 크림슨 피크 | 후보 | [ 40 ] |
| 2016 | TV 초이스 어워드                     | 최우수 남우주연상                                    | 더 나이트 매니저         | 수상 | [ 41 ] |
| 2016 | 프라임타임 에미상                    | 영화 TV시리즈 최우수 남우주연상                      | 더 나이트 매니저         | 후보 | [ 42 ] |
| 2016 | 프라임타임 에미상                    | 최우수 리미티드 시리즈                               | 더 나이트 매니저         | 후보 | [ 43 ] |
| 2016 | 크리틱스 초이스 텔레비전상           | 영화/미니시리즈 최우수 남우주연상                    | 더 나이트 매니저         | 후보 | [ 44 ] |
| 2016 | 새틀라이트상                         | 텔레비전 영화 미니시리즈부문 최우수 남우주연상       | 더 나이트 매니저         | 후보 | [ 45 ] |
| 2016 | TV 타임스 어워드                     | 좋아하는 남자배우상                                  | 더 나이트 매니저         | 후보 | [ 46 ] |
| 2017 | 골든 글로브상                        | 미니시리즈 텔레비전 영화부문 최우수 남우주연상       | 더 나이트 매니저         | 수상 | [ 47 ] |
| 2017 | 내셔널 텔레비전 어워드               | 좋아하는 드라마 연기상                               | 더 나이트 매니저         | 후보 | [ 48 ] |
| 2017 | 미국 제작자 조합상                   | 데이비드 L. 울퍼상 – 장편 텔레비전의 최우수 프로듀서 | 더 나이트 매니저         | 후보 | [ 49 ] |
| 2017 | 엠파이어상                           | 히어로상                                             | 빈칸                     | 수상 | [ 50 ] |
| 2017 | 틴 초이스 어워드                     | 초이스 무비 SF 남자배우상                            | 콩: 스컬 아일랜드        | 후보 | [ 51 ] |

## 공익광고
한편 톰 히들스턴은 한국에서의 '층간소음 공익광고'를 위해 출연한바있다.